# ۱۴۸ (پیش از میلاد)
۱۴۸ (پیش از میلاد) ۱۴۸مین سال قبل از تقویم میلادی است.